# Charles Watson-Wentworth, II marchese di Rockingham
Charles Watson-Wentworth, II marchese di Rockingham (Rotherham, 13 maggio 1730 – Wimbledon, 1º luglio 1782), è stato un politico britannico.
Influente esponente del partito Whig, ricoprì il ruolo di primo ministro del Regno di Gran Bretagna dal 13 luglio 1765 al 30 luglio 1766 e dal 27 marzo al 1º luglio 1782. I due ministeri, seppur di breve durata, ebbero un ruolo importante nella storia britannica.

## Biografia

### I primi anni: 1730–1751
Figlio di Thomas Watson-Wentworth, I marchese di Rockingham, discendente di Thomas Wentworth, I conte di Strafford e di Lady Mary Finch, figlia di Daniel Finch, II conte di Nottingham, crebbe nella residenza di famiglia di Wentworth Woodhouse presso Rotherham nello Yorkshire meridionale. Egli venne educato alla Westminster School..
Durante la rivolta giacobita del 1745, con l'appoggio del padre, divenne colonnello e riorganizzò i volontari per difendere la nazione contro Carlo Edoardo Stuart, figlio dell'ultimo re d'Inghilterra della dinastia degli Stuart che reclamava il proprio trono.
La sorella di Rockingham, Mary, gli scrisse in quei giorni da Londra riportando: "il Re ha detto che non dubita il fatto che tu sia un buon colonnello al pari di quelli che si trovano nel suo esercito" e l'altra sorella Charlotte gli scrisse "otterrai onori immortali e ogni giorno ottengo soddisfazioni incredibili nel sapere che tu, fratello mio, sei alla guida delle truppe del re". La marcia dei giacobiti nell'Inghilterra del nord causò lo spostamento di Wentworth a Doncaster, mentre Rockingham dovette spostarsi a Carlisle per unirsi alle file del principe Guglielmo Augusto di Hannover, duca di Cumberland. Rockingham fece questo senza il consenso paterno ma il duca di Cumberland scrisse al padre dell'amico "lo zelo in queste occasioni supera i principi dettati dalla nostra società per un risultato che sia il più grande".
Nell'aprile del 1746 il padre di Rockingham venne nominato marchese (l'unico a detenere tale titolo nella Parìa di Gran Bretagna a quell'epoca) e lo stesso Charles Watson-Wentworth assunse il titolo di cortesia di Conte di Malton. A questo punto il giovane Rockingham poté viaggiare in Europa per il suo grand tour assieme al tutore George Quarme. Durante il suo viaggio egli sostò a Roma e soggiornò a lungo a Herrenhausen, in Hannover, ove incontrò il re Giorgio II di Gran Bretagna al quale fece una bellissima impressione a tal punto che il monarca scrisse di lui "non ho mai visto un giovane così raffinato e promettente".

### L'inizio della carriera politica: 1751–1765

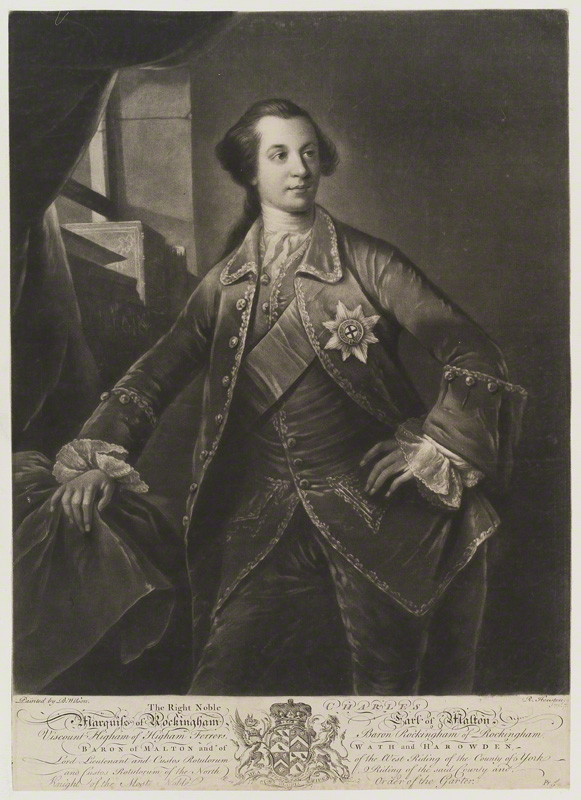
Il giovane marchese di Rockingham.

Il 13 maggio 1751 (nel suo ventunesimo compleanno) Rockingham ereditò i possedimenti del padre. La rendita di tutte le terre possedute nello Yorkshire, nel Northamptonshire ed in Irlanda ammontava a circa 20.000 sterline annue. Nel luglio di quello stesso anno egli venne nominato Lord Luogotenente e Custos Rotulorum di West Riding nello Yorkshire, Lord Luogotenente e Custos Rotulorum di York. Nel 1751–52 egli divenne membro del Jockey Club e della Royal Society.
Il 17 marzo 1752 il marchese di Rockingham tenne un discorso in supporto dell'atto di governo che disponeva la confisca delle terre scozzesi di quanti avevano appoggiato la rivolta giacobita del 1745, ribadendo però assolutamente che tali terre dovessero rimanere agli highlanders perché le coltivassero e le rendessero prolifiche, comparando la propria politica a quella usata dal suo antenato Lord Strafford in Irlanda. Il discorso di Rockingham non fu però percepito in maniera positiva, in particolare per l'opposizione di Horace Walpole. Lo zio del marchese, William Murray, l'avvocato generale, si opponeva a questa presa di posizione del nipote ritenendo che egli non avesse ancora l'età adatta a parlare di queste cose e che avesse bisogno ancora del proprio tutore. Il giovane spiazzò tutti dedicandosi per quattro mesi allo studio più completo dell'oratorioa di Demostene, studiando storia antica e preparandosi per la politica moderna.
Nel 1752 Rockingham venne nominato Lord of the Bedchamber da Giorgio II e sposò Mary Bright. Nel 1753 egli fondò il Rockingham Club, che costituì il primo gruppo di partito affiliato ai Whigs. Rockingham chiese al pittore e architetto James Stuart di dipingere un ritratto di Guglielmo III e Giorgio II per arredare le sale del club. Ogni mese i membri si riunivano e già nel giugno del 1754 essi erano 133. Nel 1755 il re lo nominò viceammiraglio del nord. Durante la guerra dei sette anni nel 1756 Rockingham ebbe il compito di formare una milizia volontaria a proprie spese per contrastare i tentativi di invasione francesi sulle coste a sud. Il segretario alla Guerra, Lord Barrington, gli scrisse: «Voi siete l'unica speranza di salvezza in queste occasioni e l'unica autorità civile dell'area». Rockingham chiese nel 1760 di essere nominato per i suoi meriti cavaliere dell'Ordine della Giarrettiera ed il re diede il proprio consenso.
Nel 1760 Giorgio II morì e suo nipote Giorgio III ascese al trono di Gran Bretagna. Rockingham era alleato con Thomas Pelham-Holles, I duca di Newcastle, mentre il re aveva il proprio favorito in John Stuart, III conte di Bute. Rockingham credeva che Bute e i suoi alleati intendessero cospirare contro la corona per prendere personalmente il potere sull'intera nazione. Egli era nel contempo convinto che l'ascesa al trono di Giorgio III avrebbe radicalmente cambiato la politica in Inghilterra e che egli avrebbe tentato con ogni mezzo di osteggiare i non conservatori come gli Whigs per salvaguardare la permanenza della sua dinastia al trono inglese.
Rockingham decise didare le proprie dimissioni da Lord of the Bedchamber il 3 novembre 1762 in protesta per la politica del re e gli altri Whigs si associarono a lui, compreso il duca di Newcastle. Il mese successivo il re rimosse il marchese di Rockingham dal suo incarico di Lord Luogotenente del West Riding e di York oltre che dai titoli annessi di custos rotulorum.

### Primo ministro: 1765–1766
Dopo il governo Bute, salì alla carica di primo ministro George Grenville, col quale il re ebbe sempre un pessimo rapporto, peggiorato ancor più dalla mancanza di un supporto generale da parte de parlamento. Quando Grenville venne costretto a dimettersi dal proprio incarico nel 1765, a mediare la situazione venne chiamato il principe Guglielmo Augusto di Hannover, duca di Cumberland, che nominò lord Rockingham primo ministro. I due si conoscevano molto bene dalla rivolta giacobita del 1745 e si stimavano reciprocamente. Rockingham riottenne così tutti gli onori perduti nel 1762 e si preoccupò di insediare immediatamente tutti i suoi più fedeli alleati al governo come Augustus FitzRoy, III duca di Grafton che divenne Segretario di Stato o Edmund Burke, politico e filosofo irlandese, che divenne suo segretario privato a vita.
Il governo Rockingham venne dominato dalle problematiche con le colonie americane dal momento che il neo-primo ministro era intenzionato a riprendere lo Stamp Act 1765. La situazione peggiorò quando Rockingham controfirmò il Declaratory Act col quale si stabiliva che il parlamento inglese aveva il diritto di legiferare in nome delle colonie americane in qualsiasi caso.
Queste riforme, purtroppo, gli causarono un malcontento notevole dall'interno e dall'esterno della propria nazione nonché nel proprio gabinetto di governo, il che lo indusse a rinunciare al proprio incarico dopo breve tempo ed a consentire la nomina di Lord Chatham a primo ministro.

### All'opposizione: 1766–1782
Rockingham trascorse i successivi sedici anni all'opposizione del governo. Egli scrisse ad Augustus Keppel il 3 novembre 1779 credendo fermamente che la guerra contro le colonie americane non potesse essere vinta in quanto quel governo era si corrotto, ma tutt'altro che impopolare e che si basasse su quello per guadagnare terreno contro l'Inghilterra.

### Ritorno a primo ministro: 1782
Nel 1782 il marchese di Rockingham venne nominato, per la seconda e ultima volta, primo ministro. Nell'atto di prendere ufficialmente il proprio incarico, conscio di non poter sanare la rottura con le colonie, diede inizio alle trattative per la cessazione delle ostilità. Il suo incarico, ad ogni modo, ebbe breve durata in quanto lord Rockingham morì 14 settimane dopo.

## Giudizio storico
Non avendo avuto eredi, le proprietà, ma non il titolo di Marchese, passarono al nipote William Fitzwilliam, IV conte Fitzwilliam.
Il 7 luglio 150 sostenitori di Rockingham, incontratisi a casa di Fitzwilliam, ritirarono il proprio appoggio all'amministrazione di lord Shelburne.
Ben presto però la fazione di Rochkingham si frammentò tra i favorevoli e gli oppositori del governo di coalizione Fox-North, rispettivamente ai dicasteri degli esteri e degli interni, con il duca di Portland come primo ministro, per poi collassare con la Rivoluzione francese.
In questo periodo, Burke scrivendo a Fitzwilliam il 4 gennaio 1797 notò: "Per quanto riguarda i nostri vecchi amici, così tante persone, non sono separati più di uno iota da Vostra Signoria, quanto lo sono l'un l'altro. Non c'è affetto reciproco, comunicazione o un accordo tra loro".
Lo storico Whig Thomas Babington Macaulay, 1 ° Barone Macaulay, così descrisse lui e la sua fazione politica:
Riguardo alla sua esperienza di governo lo storico Paul Langford dichiarò che " ha rappresentato una pietra miliare nella storia costituzionale. I cambiamenti ministeriali del 1782 crearono il rivolgimento di più vasta scala tra i titolari di incarichi di qualsiasi altro a partire dal 1714, praticamente la sostituzione di un'amministrazione con un'altra, tratta dall'opposizione ".
A suo nome sono state intitolate le seguenti località:
In Canada
- Rockingham, Nuova Scozia

Negli Stati Uniti
- Contea di Rockingham, New Hampshire
- Contea di Rockingham, Virginia
- Contea di Rockingham, Nord Carolina
- Rockingham, Vermont
- Rockingham, North Carolina
- Wentworth, North Carolina

In Australia
- Rockingham

## I governo Rockingham: 13 luglio 1755; 30 luglio 1756
- Marchese di Rockingham: Primo ministro del Regno Unito, First Lord of the Treasury e Leader of the House of Lords
- Robert Henley, I conte of Northington: Lord Chancellor
- Daniel Finch, VIII conte of Winchilsea: Lord President of the Council
- Thomas Pelham-Holles, I duca di Newcastle-upon-Tyne: Lord Privy Seal
- William Dowdeswell: Chancellor of the Exchequer
- Augustus Henry FitzRoy, III duca di Grafton: Secretary of State for the Northern Department
- Henry Seymour Conway: Secretary of State for the Southern Department e Leader of the House of Commons
- John Manners, marchese di Granby: Master-General of the Ordnance
- John Perceval, II conte di Egmont: First Lord of the Admiralty
- Principe Guglielmo Augusto, Duca di Cumberland: Minister without Portfolio

Cambiamenti
- Ottobre 1765: morte del Duca di Cumberland
- Maggio 1766: il Duca di Grafton rassegna le dimissioni venendo sostituito da Henry Seymour Conway in qualità di Northern Secretary; Charles Lennox, III duca di Richmond subentra a Conway quale Southern Secretary.

## II governo Rockingham: 27 marzo 1782; 1º luglio 1782
- Marchese di Rockingham: primo ministro del Regno Unito, First Lord of the Treasury e Leader of the House of Lords
- Edward Thurlow, I Barone Thurlow: Lord Chancellor
- Charles Pratt, I Conte di Camden: Lord President of the Council
- Augustus Henry FitzRoy, III duca di Grafton: Lord Privy Seal
- William Petty, II conte di Shelburne: Secretary of State for the Home Department
- Charles James Fox: Secretary of State for Foreign Affairs e leader of the House of Commons
- Lord John Cavendish: Chancellor of the Exchequer
- Augustus Keppel, I visconte Keppel: First Lord of the Admiralty
- Henry Seymour Conway: Commander in Chief of the Forces
- Charles Lennox, III duca di Richmond: Master-General of the Ordnance
- John Dunning, I Barone Ashburton: Chancellor of the Duchy of Lancaster

## Ascendenza
|                                                                |                                      |                                       | Genitori                                   |  |  | Nonni |  |  | Bisnonni                            |  |  | Trisnonni                         |  |
|                                                                |                                      |                                       |                                            |  |  |       |  |  | Edward Watson, II barone Rockingham |  |  | Lewis Watson, I barone Rockingham |  |
|                                                                |                                      |                                       |                                            |  |  |       |  |  | Edward Watson, II barone Rockingham |  |  | Lewis Watson, I barone Rockingham |  |
|                                                                |                                      | Eleanor Manners                       |                                            |  |  |       |  |  | Edward Watson, II barone Rockingham |  |  |                                   |  |
| hon. Thomas Watson-Wentworth                                   |                                      |                                       |                                            |  |  |       |  |  | Edward Watson, II barone Rockingham |  |  |                                   |  |
|                                                                |                                      | lady Anne Wentworth                   | Thomas Wentworth, I conte di Strafford     |  |  |       |  |  |                                     |  |  |                                   |  |
|                                                                |                                      | lady Anne Wentworth                   | Thomas Wentworth, I conte di Strafford     |  |  |       |  |  |                                     |  |  |                                   |  |
|                                                                |                                      | lady Anne Wentworth                   | lady Arabella Holles                       |  |  |       |  |  |                                     |  |  |                                   |  |
| Thomas Watson-Wentworth, I marchese di Rockingham              |                                      | lady Anne Wentworth                   |                                            |  |  |       |  |  |                                     |  |  |                                   |  |
|                                                                |                                      | sir Thomas Proby, I baronetto         | sir Heneage Proby                          |  |  |       |  |  |                                     |  |  |                                   |  |
|                                                                |                                      | sir Thomas Proby, I baronetto         | sir Heneage Proby                          |  |  |       |  |  |                                     |  |  |                                   |  |
|                                                                |                                      | sir Thomas Proby, I baronetto         | Helen Allen                                |  |  |       |  |  |                                     |  |  |                                   |  |
| Alice Proby                                                    |                                      | sir Thomas Proby, I baronetto         |                                            |  |  |       |  |  |                                     |  |  |                                   |  |
|                                                                |                                      | Frances Cotton                        | sir Thomas Cotton, II baronetto            |  |  |       |  |  |                                     |  |  |                                   |  |
|                                                                |                                      | Frances Cotton                        | sir Thomas Cotton, II baronetto            |  |  |       |  |  |                                     |  |  |                                   |  |
|                                                                |                                      | Frances Cotton                        | Alice Constable                            |  |  |       |  |  |                                     |  |  |                                   |  |
| Charles Watson-Wentworth, II marchese di Rockingham            |                                      | Frances Cotton                        |                                            |  |  |       |  |  |                                     |  |  |                                   |  |
|                                                                | Heneage Finch, I conte di Nottingham | sir Heneage Finch                     |                                            |  |  |       |  |  |                                     |  |  |                                   |  |
|                                                                | Heneage Finch, I conte di Nottingham | sir Heneage Finch                     |                                            |  |  |       |  |  |                                     |  |  |                                   |  |
|                                                                | Heneage Finch, I conte di Nottingham | Frances Bell                          |                                            |  |  |       |  |  |                                     |  |  |                                   |  |
| Daniel Finch, VII conte di Winchilsea e II conte di Nottingham | Heneage Finch, I conte di Nottingham |                                       |                                            |  |  |       |  |  |                                     |  |  |                                   |  |
|                                                                |                                      | Elizabeth Harvey                      | Daniel Harvey                              |  |  |       |  |  |                                     |  |  |                                   |  |
|                                                                |                                      | Elizabeth Harvey                      | Daniel Harvey                              |  |  |       |  |  |                                     |  |  |                                   |  |
|                                                                |                                      | Elizabeth Harvey                      | Elizabeth Kynnersley                       |  |  |       |  |  |                                     |  |  |                                   |  |
| lady Mary Finch                                                |                                      | Elizabeth Harvey                      |                                            |  |  |       |  |  |                                     |  |  |                                   |  |
|                                                                |                                      | Christopher Hatton, I visconte Hatton | Christopher Hatton, I barone Hatton        |  |  |       |  |  |                                     |  |  |                                   |  |
|                                                                |                                      | Christopher Hatton, I visconte Hatton | Christopher Hatton, I barone Hatton        |  |  |       |  |  |                                     |  |  |                                   |  |
|                                                                |                                      | Christopher Hatton, I visconte Hatton | Elizabeth Montagu                          |  |  |       |  |  |                                     |  |  |                                   |  |
| hon. Anne Hatton                                               |                                      | Christopher Hatton, I visconte Hatton |                                            |  |  |       |  |  |                                     |  |  |                                   |  |
|                                                                |                                      | lady Cicely Tufton                    | John Tufton, II conte di Thanet            |  |  |       |  |  |                                     |  |  |                                   |  |
|                                                                |                                      | lady Cicely Tufton                    | John Tufton, II conte di Thanet            |  |  |       |  |  |                                     |  |  |                                   |  |
|                                                                |                                      | lady Cicely Tufton                    | Margaret Sackville, XIX baronessa Clifford |  |  |       |  |  |                                     |  |  |                                   |  |
|                                                                |                                      | lady Cicely Tufton                    |                                            |  |  |       |  |  |                                     |  |  |                                   |  |